# Međurečje (Rudo)
Pour les articles homonymes, voir Međurečje.
Ne doit pas être confondu avec Međurječje.
Međurečje (en serbe cyrillique : Међуречје) est un village de Bosnie-Herzégovine complètement enclavé dans la Serbie. Il est situé en république serbe de Bosnie et dépend de la municipalité de Rudo. Selon les premiers résultats du recensement bosnien de 2013, il compte 171 habitants.

## Géographie

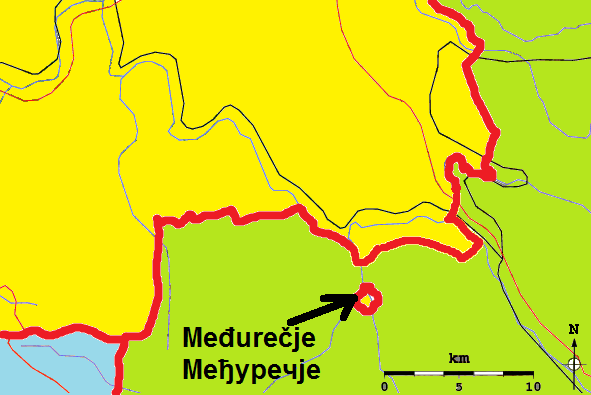
Carte de l'enclave de Međurečje ; la Bosnie-Herzégovine est en jaune, la Serbie en vert, le Monténégro en bleu et les frontières en rouge.

Le territoire de Međurečje qui dépend de la municipalité de Rudo en république serbe de Bosnie, est entièrement entouré par la municipalité serbe de Priboj, notamment par cinq localités qui en dépendent administrativement : Kasidoli, Požegrmac, Hercegovačka Goleša, Crnugovići et Batkovići.
L'enclave s'étendant sur 395,84 ha, et 
mesure environ 3,2 km du nord au sud pour 2,7 km maximum d'ouest en est. 
Sa partie la plus septentrionale est distante d'environ 780 m de la section principale de la frontière entre la Bosnie-Herzégovine et la Serbie.
La rivière Poblačnica traverse l'enclave du nord au sud, et marque en partie la frontière avec la Serbie.
L'enclave est reliée par une route au reste du territoire bosniaque depuis le village de Sastavci situé dans sa partie est.

## Économie
Les infrastructures de Međurečje dépendent de la municipalité serbe de Proboj. L'électricité est fournie par la Serbie, qui a également construit, tenue et financé l'école primaire. 
Une majorité de la population travaille à Priboj. Toutefois, les terrains sont enregistrés à la municipalité bosniaque de Rudo, où la population de l'enclave paye ses impôts.

## Histoire
L'origine de l'enclave n'est pas connue. On suppose qu'elle date du congrès de Berlin en 1878, qui autorise l'Autriche-Hongrie à administrer provisoirement la Bosnie-Herzégovine dépendant de l'Empire ottoman. L'enclave a survécu à la chute de l'empire Austro-Hongrois, puis à celle de la Yougoslavie.

## Démographie

### Répartition de la population par nationalités (1991)
En 1991, le village comptait 265 habitants, répartis de la manière suivante :

### Répartition de la population par nationalités (1999)
En 1999, Međurečje comptait 75 foyers totalisant 270 habitant dont la moitié étaient constitués bosniaques répartis dans 25 foyers ; 70 % de la population possédaient également la nationalité serbe,.